# نورتولت
نورتولت (انگلیسی: Northvolt) شرکت مهندسی سوئدی است، که در سال ۲۰۱۸ تأسیس شد.